# ماتئو آنجلی
ماتئو آنجلی (انگلیسی: Matteo Angeli؛ زادهٔ ۳۰ دسامبر ۲۰۰۲) بازیکن فوتبال است.